# Viverridae
Familia viveride (Viverridae)  este o familie de mamifere mici carnivore, din subordinul Feliformia („asemănătoare cu pisicile”),  majoritatea trăind în Africa și Asia, printre care și zibeta (Viverra zibetha), geneta (Genetta).

## Caracteristici generale
- Mamifere mici, cu o lungime a corpului de obicei de 40 – 60 cm, și o masă de până la 1,5 kg;
- Majoritatea sunt mamifere arboricole;
- Blană mătăsoasă și o coadă lungă și stufoasă, fapt ce îi atrage pe vânători să le vâneze;
- Multe dintre ele sunt animale omnivore.

## Clasificare
Familia viveride (Viverridae) cuprinde 35 specii, 15 genuri incluse în 4 subfamilii:
Subfamilia Paradoxurinae
- Genul Arctictis
  - Arctictis binturong
- Genul Arctogalidia
  - Arctogalidia trivirgata
- Genul Macrogalidia
  - Macrogalidia musschenbroekii
- Genul Paguma
  - Paguma larvata
- Genul Paradoxurus
  - Paradoxurus hermaphroditus
  - Paradoxurus jerdoni
  - Paradoxurus zeylonensis

Subfamilia Hemigalinae
- Genul Chrotogale
  - Chrotogale owstoni
- Genul Cynogale
  - Cynogale bennettii
- Genul Diplogale
  - Diplogale hosei
- Genul Hemigalus
  - Hemigalus derbyanus

Subfamilia Prionodontinae
- Genul Prionodon
  - Prionodon linsang
  - Prionodon pardicolor

Subfamilia Viverrinae
- Genul Civettictis
  - Civettictis civetta
- Genul Genetta
  - Genetta abyssinica
  - Genetta angolensis
  - Genetta bourloni
  - Genetta cristata
  - Genetta genetta
  - Genetta johnstoni
  - Genetta maculata
  - Genetta pardina
  - Genetta piscivora
  - Genetta poensis
  - Genetta servalina
  - Genetta thierryi
  - Genetta tigrina
  - Genetta victoriae
- Genul Poiana
  - Poiana leightoni
  - Poiana richardsonii
- Genul Viverra
  - Viverra civettina
  - Viverra megaspila
  - Viverra tangalunga
  - Viverra zibetha
- Genul Viverricula
  - Viverra indica

## Răspândire
Multe specii sunt pe cale de dispariție. 